# Pilar (Surigao del Norte)
Pilar is een gemeente in de Filipijnse provincie Surigao del Norte op het eiland Siargao. Bij de laatste census in 2007 had de gemeente ruim 8 duizend inwoners.

## Geografie

### Bestuurlijke indeling
Pilar is onderverdeeld in de volgende 15 barangays:
| - Asinan - Caridad - Centro - Consolacion - Datu - Dayaohay - Jaboy - Katipunan | - Maasin - Mabini - Mabuhay - Pilaring - Punta - Salvacion - San Roque |

## Demografie
Pilar had bij de census van 2007 een inwoneraantal van 8.023 mensen. Dit zijn 378 mensen (4,5%) minder dan bij de vorige census van 2000. De gemiddelde jaarlijkse groei komt daarmee uit op -0,63%, hetgeen geheel afwijkt van het landelijk jaarlijks gemiddelde over deze periode (2,04%). Vergeleken met de census van 1995 is het aantal mensen met 276 (3,3%) afgenomen.

De bevolkingsdichtheid van Pilar was ten tijde van de laatste census, met 8.023 inwoners op 77,11 km², 107,6 mensen per km².